# GATE//white
『GATE // white』（ゲート・ホワイト）は、1999年12月31日にリリースされたIcemanの5thアルバム。発売元はアンティノスレコード。

## 概要
「世紀末三部作」の第3弾。累計売上は2.0万枚を記録した。もともと11月発売の予定で製作が進められていたが、「世紀末最後の日に発売したい」というメンバーの意向により、急遽リミックスアルバム『gate out』をリリースし、本作は大晦日に発売された。
季節のイメージも含めジャケット、楽曲は「白」をテーマカラーとしており、初回限定盤には白のラインが入ったスケルトンスリーブケースが付属。本シリーズにおける活動方針により、収録曲はボーナストラック「CRAZY JET」を除き全て書き下ろしの新曲。メインボーカルの黒田が単独で歌う楽曲は、ボーナストラックを含め僅か3曲に留まっている。また、ブックレットには使用したシンセサイザーの紹介や関わったスタッフ等、曲ごとに詳細な説明が記載されているが、浅倉の意向によって製作期間をギリギリにまで短縮して発売したためか、誤植が多い。本作はCD-EXTRA仕様となっており、PV、イベントのオフショット写真や『GATE II』と『GATE I』のTV-SPOT映像等が収録されている。
2013年9月11日、ソニー・ミュージックダイレクトよりBlu-spec CD仕様で再発された。

## 収録曲
| #   | タイトル                                            | 作詞     | 作曲     | 編曲     | 時間 |
| --- | --------------------------------------------------- | -------- | -------- | -------- | ---- |
| 1.  | 「white dimension」                                 |          | 浅倉大介 | 浅倉大介 | 1:29 |
| 2.  | 「dope light」                                      | 伊藤賢一 | 浅倉大介 | 浅倉大介 | 4:27 |
| 3.  | 「out of crowd 〜奇怪な妄想に浸食されるペルソナ〜」 | 伊藤賢一 | 伊藤賢一 | 浅倉大介 | 5:03 |
| 4.  | 「BLEACHING」                                       | 伊藤賢一 | 浅倉大介 | 浅倉大介 | 5:37 |
| 5.  | 「close your eyes 〜夏への扉を開けた仔猫に捧ぐ〜」  | 麻倉真琴 | 浅倉大介 | 浅倉大介 | 4:06 |
| 6.  | 「GATE ZERO」                                       | 伊藤賢一 | 浅倉大介 | 浅倉大介 | 4:53 |
| 7.  | 「Neo Age」                                         | 麻倉真琴 | 浅倉大介 | 浅倉大介 | 4:10 |
| 8.  | 「Beauty and Beast 0'00"」                          | 伊藤賢一 | 伊藤賢一 | 浅倉大介 | 4:28 |
| 9.  | 「Genetic Bomb」                                    | 伊藤賢一 | 浅倉大介 | 浅倉大介 | 5:14 |
| 10. | 「all over the destruct」                           |          | 浅倉大介 | 浅倉大介 | 5:52 |
| 11. | 「CRAZY JET 〜Album version」                       | 伊藤賢一 | 浅倉大介 | 浅倉大介 | 5:10 |

## 参加ミュージシャン・スタッフ
- プログラミング&キーボード：浅倉大介
- ギター：伊藤賢一（#2.3.4.5.8.9.11）
- レコーディング・エンジニア：大里正毅、浅倉大介、香椎茂樹
- ミキシング・エンジニア：フィル・カッフェル
- マスタリング・エンジニア：クリス・ベルマン
- プロデューサー：浅倉大介
- ディレクター：安部裕子
- A&R：坂西伊作
- エグゼクティブ・プロデューサー：安部裕子、岸栄司